# Пуэрто-Либертадор
Пуэрто-Либертадор (исп. Puerto Libertador) — город и муниципалитет на севере Колумбии, на территории департамента Кордова.

## История
Поселение, из которого позднее вырос город, было основано 14 мая 1941 года. Муниципалитет Пуэрто-Либертадор был выделен в отдельную административную единицу в 1980 году

## Географическое положение
Город расположен в южной части департамента, в пределах Прикарибской низменности, на правом берегу реки Сан-Педро, на расстоянии приблизительно 94 километров к юго-юго-востоку (SSE) от города Монтерии, административного центра департамента. Абсолютная высота — 112 метров над уровнем моря.
Муниципалитет Пуэрто-Либертадор граничит на севере и западе с территорией муниципалитета Монтелибано, на востоке — с муниципалитетом Сан-Хосе-де-Уре, на юге и юго-востоке — с территорией департамента Антьокия. Площадь муниципалитета составляет 2062 км².

## Население
По данным Национального административного департамента статистики Колумбии, совокупная численность населения города и муниципалитета в 2015 году составляла 47 643 человека.
Динамика численности населения муниципалитета по годам:
| 2005   | 2006   | 2007   | 2008   | 2009   | 2010   | 2011   | 2012   | 2013   | 2014   | 2015   |
| ------ | ------ | ------ | ------ | ------ | ------ | ------ | ------ | ------ | ------ | ------ |
| 35 186 | 36 348 | 37 524 | 38 096 | 39 327 | 40 584 | 41 924 | 43 287 | 44 694 | 46 148 | 47 643 |

Согласно данным переписи 2005 года мужчины составляли 52,6 % от населения Пуэрто-Либертадора, женщины — соответственно 47,4 %. В расовом отношении белые и метисы составляли 86 % от населения города; индейцы — 12,5 %; негры, мулаты и райсальцы — 1,5 %.
Уровень грамотности среди всего населения составлял 75,3 %.

## Экономика
Основу экономики Пуэрто-Либертадора составляют: сельское хозяйство, добыча полезных ископаемых и рыболовство.
62,3 % от общего числа городских и муниципальных предприятий составляют предприятия торговой сферы, 31,7 % — предприятия сферы обслуживания, 4,1 % — промышленные предприятия, 1,9 % — предприятия иных отраслей экономики.